# Воппер
Во́ппер (англ. Whopper «громадина») — гамбургер, главный продукт американской сети быстрого питания Burger King. Впервые представленный в 1957 году, рецепт Воппера несколько раз менялся. Наряду с Биг Маком McDonald's, Воппер является одним из наиболее известных гамбургеров в фастфуд-индустрии.
Burger King реализует несколько вариантов Воппера, различающихся размером, весом и калорийностью, а также особые варианты, отвечающие местным кулинарным или религиозным традициям.

## Описание
Стандартный Воппер представляет собой гамбургер с зажаренной на гриле говяжьей котлетой весом 113,4 грамма (¼ американского фунта, отсюда известное обозначение «четвертьфунтовый»), булочки с кунжутом, майонеза, салата, нарезанных помидоров и солёных огурцов, кетчупа и нарезанного ломтиками репчатого лука. Дополнительные ингредиенты, добавляемые по желанию, включают в себя плавленый сыр, бекон, горчицу и перец халапеньо. В некоторых странах также доступны соусы барбекю, сальса и гуакамоле. Кроме того, по желанию гостя Burger King бесплатно добавляет в Воппер любую из приправ, реализуемую в данном ресторане.

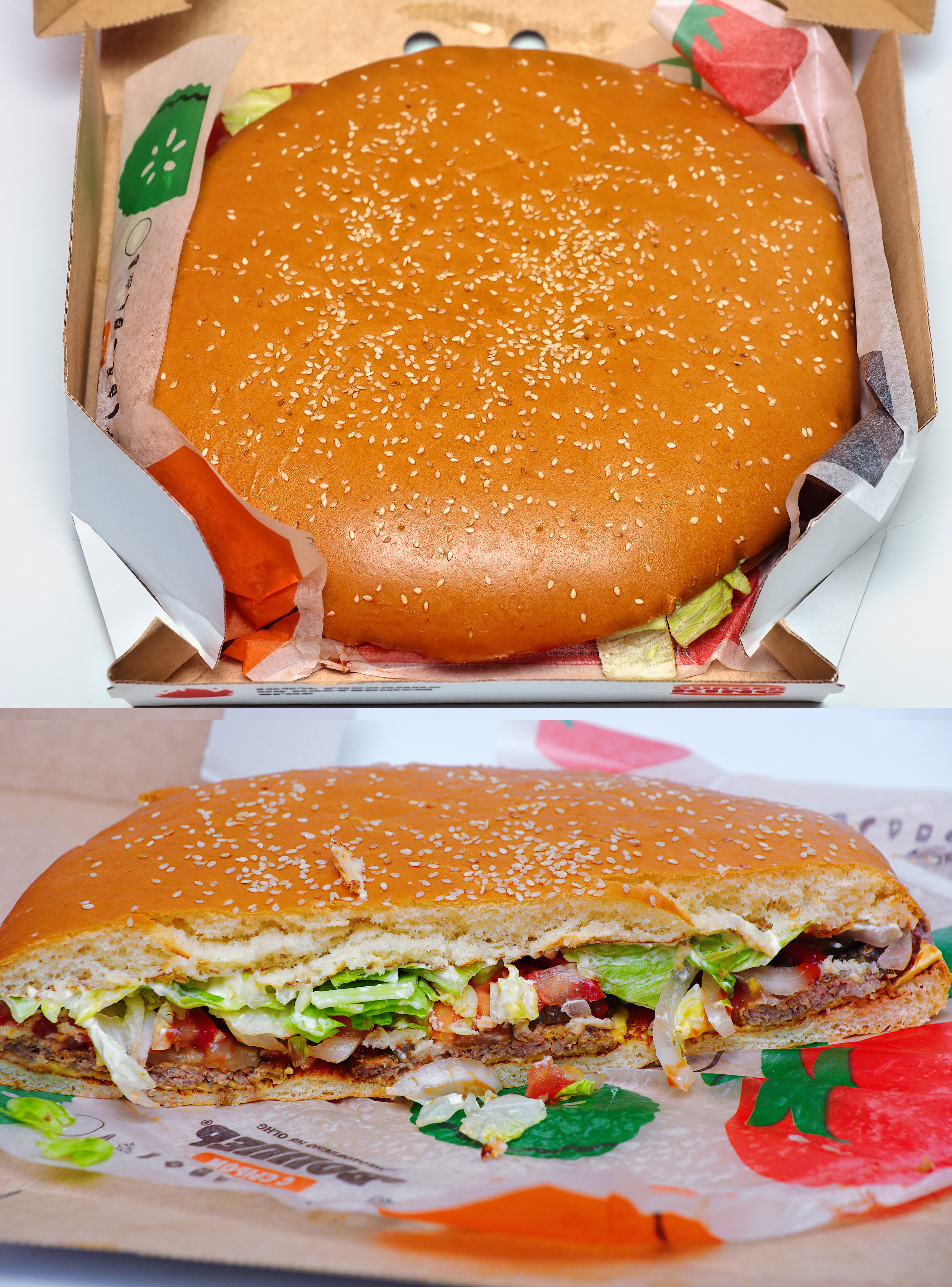
Воппер Пицца

### Варианты
Стандартные варианты Воппера включают в себя:
- Двойной Воппер — две котлеты весом 113,4 грамма.
- Тройной Воппер — три котлеты весом 113,4 грамма. В США в Тройной Воппер всегда кладётся сыр, тогда как в Европе — по желанию покупателя.
- Воппер Джуниор — одна котлета весом 57 граммов.

#### Прочие варианты
- Воппер с беконом и сыром — одна котлета весом 113,4 грамма, 4 куска бекона, 2 ломтика сыра.
- Вегетарианский Воппер — стандартный воппер без котлеты.
- Двойной Воппер Джуниор — две котлеты весом 57 граммов.
- Ядреный Воппер — с добавлением перца халапеньо под острым соусом на зелёной булочке.
- Воппер Пицца — воппер в форме пиццы диаметром 26 см.

## История
Воппер был создан в 1957 году основателем сети Burger King Джеймсом Маклэймором и продавался за 37 центов (1 рубль 48 копеек по курсу 1950 года).
В течение нескольких лет в 1980-е годы вес котлеты Воппера составлял около 150 граммов, а вместо булочки использовался розанчик («кайзерка»). Через некоторое время стандартная рецептура была восстановлена. «Третьфунтовый» (150 граммов) Воппер вновь появился в начале 2000-х годов, но вскоре от него повторно отказались.
Упаковка Воппера также претерпела изменения. В отличие от McDonald’s, в Burger King в упаковке никогда не применялся пенопласт, и в 1980-е годы, когда была доказана его вредность для пищевой продукции, упаковка уже делалась из картона. В 1991 году, в целях экономии, Burger King перешёл на упаковки из парафинированной бумаги (вощёнки). В течение небольшого периода времени в Burger King использовалась также упаковка из алюминиевой фольги. Это было связано с новой, но быстро изжившей себя традицией готовить Воппер после его заказа, а не заранее, как обычно.

### Воппер в рекламе
Burger King выпустили рекламный ролик чтобы сообщить покупателям, что все ингредиенты воппера натуральные.
На видео за 45 секунд в режиме ускоренной съемки портится воппер — бургер-суперзвезда ресторана. В конце ролика сообщается, что Burger King не использует искусственные красители и консерванты, поэтому их блюда могут полностью покрыться плесенью в течение 34 дней. В Сети на рекламу отреагировали негативно.

## Конкурентная продукция
Популярность Воппера заставила многие конкурирующие сети быстрого питания создавать его аналоги, которые часто называют Whopper Stopper («останавливающий Воппер»). Так, в сети Wendy's был создан гамбургер Big Classic с похожими ингредиентами, но с другой булочкой. McDonald’s в разное время предпринял 6 попыток «ответить» Burger King. Самым новым гамбургером от McDonald’s, призванным составить конкуренцию Вопперу, является Биг Тейсти (1997).
McDonald’s по-прежнему лидирует по выручке, но Burger King догоняет конкурента. В США сеть Burger King увеличила средний объём продаж на 30 %, до 1,4 млн $ с одного ресторана, в свою очередь, McDonald’s получил прирост всего на 20 %. Успехи Burger King, конечно, резко контрастируют с тем, что происходит с другой портфельной компанией 3G Capital — Kraft Heinz. В феврале Kraft Heinz сообщила о списании активов на 15,4 млрд $, это стало сигналом того, что её традиционные бренды в сфере питания теряют стоимость.

### Воппер и Биг Мак
Воппер является более калорийным гамбургером, чем Биг Мак: 670 ккал против 540 ккал, соответственно. В то же время Воппер больше Биг Мака: 290 граммов против 214 граммов. Таким образом, Воппер содержит меньше килокалорий на грамм: 231 ккал/100 граммов у Воппера против 252 ккал/100 граммов у Биг Мака. Эта разница непостоянна, так как в Биг Маке сыр используется по умолчанию, а в Воппере — по желанию.